# パク・セウン (バレエダンサー)
パク・セウン（朝: 박세은、漢字：朴 世恩、ラテン翻字：Park Sae Eun、1989年12月5日 - ）は、韓国出身のバレエダンサーである。10歳のときにバレエを始め、アメリカン・バレエ・シアター（ABT) II と韓国国立バレエ団を経て、2011年にパリ・オペラ座バレエ団に加入した。2021年6月、同バレエ団においてアジア人として初のエトワールに任命されている。セ・ウン・パクと表記されることもある。

## 経歴

### バレエの道へ
ソウルの生まれ。父親はクラシック音楽を愛好し、母親はピアノ演奏が趣味という家庭環境で育ち、幼少時から音楽に親しんでいた。
バレエを習い始めたのは10歳のときである。初のバレエ鑑賞で韓国国立バレエ団の『くるみ割り人形』の舞台に接し、華麗なコスチュームの数々に魅了された。（いつか自分も全身輝くような衣装を着て舞台にたちたい）と思い、両親にバレエを習いたいと願い出たところ2人とも賛成してくれた。
パクは韓国芸術総合学校でクラシック・バレエの手ほどきを受けた。本格的にバレエに取り組み始めたのは12歳からであった。この時期は韓国で踊るつもりでいて、国外で舞台に立つことは考えていなかったという。
パクが韓国にいた時期、パリ・オペラ座バレエ団には釜山出身のキム・ヨンゴルという男性ダンサーが在籍し、スジェの地位まで昇進を果たしていた。彼は現役引退後に韓国芸術総合学校でバレエ教師となっていた。
韓国のバレエ教育ではワガノワ・メソッドを採用する教師が多く、キムのようにフランス風のメソッドを採用する教師は少数であった。パクはキムのクラスに参加して彼と知り合い、フランス・バレエに関する知識を多数得た。パクにとってキムの指導は今まで受けてきたバレエ教育とは何もかもが違っていて、彼女はフレンチ・スタイルのクラシックバレエを気に入った。
15歳で同校の高等部に進級し、16歳までそこに在籍した。この時期に、彼女は2007年のローザンヌ国際バレエコンクールへ出場する準備を行い、スカラシップを獲得した。
当時17歳のパクはアメリカン・バレエ・シアター（ABT) IIに加入することになった。ABTIIは16歳から19歳までの若いダンサーで構成されるカンパニーで、アメリカ合衆国だけではなくコスタリカやスペインでのツアー公演もあった。彼女はここで充実した日々を過ごしていた。
パクがABTIIに加入して2年が経過したころ、彼女はABTの芸術監督ケヴィン・マッケンジー (en) から「他で経験を少し積んだ後にソリストとして戻ってこい」と告げられた。そこで彼女はアムステルダムのヘット・ナショナル・バレエ団のオーディションを受け、すぐに雇用が決まった。しかし、韓国国立バレエ団の芸術監督からも入団の誘いを受けたため、故郷である韓国で踊ることに決めた。

### パリ・オペラ座バレエ団
韓国国立バレエ団でソリストとして1年間舞台に立ったところで、パクの胸中に国外で自分を試してみたいという思いが芽生えた。そこで彼女はニューヨークではなくパリに行くことを決めた。彼女のこの決断には両親も賛成してくれたという。キム・ヨンゴルもパリ・オペラ座バレエ団には外部入団試験があることを教えた。この試験は26歳まで受験のチャンスがあり、当時のパクは21歳であった。
外部入団試験はパクにとって大きなチャレンジであったが、彼女に迷いはなかった。彼女にとって、インターネットで知るのみであったマリ＝アニエス・ジロ、マチュー・ガニオ、マチアス・エイマンなどが在籍するカンパニーにぜひとも入団したいという思いが勝り、パリ・オペラ座でゼロからのスタートになることに恐れは抱かなかった。
パクは2011年にパリ・オペラ座バレエ団に契約団員として加入した。契約団員の時期は代役要員が多く、舞台裏で待機する日々が続いた。同僚の中には他のカンパニーに行った方がよいと助言する者もいた。しかし、パクにとってたとえ踊れなくてもイザベル・シアラヴォラの踊りを舞台裏で観ていられるのが素晴らしく幸せでさえあり、パリ・オペラ座バレエ団にい続けなくてはならないと考えていた。パリ・オペラ座で舞台に建てなくても外部で開かれるガラ公演には参加できていたため、彼女はこの境遇に不満を抱かなかったという。
契約団員として1年をすごしたのち、2013年にパクはパリ・オペラ座の正式団員となった。その3か月後に初参加したコンクールで、カドリーユからコリフェへの昇進を果たした。同年には、有望な若手ダンサーに贈られるカルポー賞を受賞している。その翌年、スジェに昇進した。スジェからプルミエール・ダンスーズへの昇進を賭けたコンクールの際、負傷をおして出場したものの合格できなかった。その後2016年にプルミエール・ダンスーズに昇進した。
2017-18年のシーズンでは、『ジュエルズ』（ジョージ・バランシン振付）の『ダイヤモンド』を初めて踊った。この成果により、韓国人としては4人目となるブノワ賞を授与された。ブノワ賞はパクの母国である韓国でも有名であり、過去の受賞者はバレエ界の大スターばかりであった。パク自身もいつかは受賞したいと願っていたものの、その機会が早くに訪れたことは意外なことであったという。

### エトワール任命
パリ・オペラ座バレエ団は、2021年6月10日から7月10日まで『ロミオとジュリエット』（ルドルフ・ヌレエフ振付）をオペラ・バスティーユで上演した。パクは6月16日、19日、23日にジュリエット役を踊る予定だったが、初日に配役されていたレオノール・ボーラックの故障により、急遽10日も代役を務めることになった。相手役のロミオはポール・マルクで、彼もジェルマン・ルーヴェの代役だった。マルクはこの日にロミオ役を初めて踊っていた。
終演後、パクはオーレリー・デュポン（パリ・オペラ座バレエ団舞踊芸術監督）の推挙によってアジア人として初のエトワールに任命された。パリ・オペラ座バレエ団は、大半の団員がフランス出身者であり、近年まで外国人ダンサーのエトワール任命は困難であった。パクはフランス人以外のエトワールとして、2012年にアルゼンチン出身のリュドミラ・パリエロ以来となる2人目の任命となった。
入団時のパクにとって、エトワールという地位は自分とは別世界のこととの思いがあった。任命後も最初のうちは実感できなかったものの、故郷の韓国でたくさんのお祝いをもらったときに初めて実感できたという。パクのエトワール任命について、バレエ評論家の間では演技や高い舞踊技巧が今までも評価されていただけに順当なものとみなされている。
最高の地位であるエトワールにたどり着くには、プルミエール・ダンスーズ時代までのような試験やコンクールの結果などではなく、舞踊芸術監督と理事会の議論の結果に左右される。パクはエトワールになるための条件に関する質問について笑いながらも「私もデュポン監督に聞いてみたい」と答えている。さらに「同期のダンサーみんなが、エトワールになれる優れた実力を持っている。今回は、監督が追及する方向性や作品のイメージに、自分が運よく当てはまっただけ」と述べた。
エトワールに任命されたダンサーにはさまざまな特典が与えられている。パクにとって、その中でも「自分が踊りたい作品の舞台で踊れること」が一番わくわくすることだという。入団後はずっとキャスティングが決定した後に教えられていた。エトワールには芸術監督が直接どの作品に出演したいか、誰と踊りたいかを優先して聞いてくれるため、パクは「これから私の得意な作品とやりたい作品でみなさんに感動を与えられるような公演を披露したい」と抱負を述べている

## レパートリーと評価
パクのレパートリーは、クラシック・バレエの諸作品や近現代の作品に加えてコンテンポラリーまで幅広い。ただし、本人は「コンテンポラリー作品は嫌いではないけれど、好みはクラシック・バレエです」と言明している。
ABTIIではジョージ・バランシン振付の『アレグロ・ブリランテ』やジェローム・ロビンス振付の『インタープレイ』のような近現代の諸作品、韓国国立バレエ団では『白鳥の湖』のオデット＝オディール、『ドン・キホーテ』のキトリなどクラシック・バレエ作品で主役級の役柄を数多く踊った。パリ・オペラ座バレエ団では、バランシンの諸作品（『セレナーデ』、『ラ・ヴァルス』、『水晶宮』など）、フレデリック・アシュトン振付の『ラ・フィユ・マル・ガルデ』、ルドルフ・ヌレエフ振付『眠れる森の美女』、『ロミオとジュリエット』などに出演し、バンジャマン・ミルピエ振付『La Nuit s’achève』（2016年）やマルコ・ゲッケ振付『ドッグス・スリープ』（2019年）では彼女が初演者となった。
パクはインタビューを受けるたびに、好きなバレエ作品としてジョン・クランコ振付の『オネーギン』を挙げていた。この作品は奔放で傲岸な都会の青年オネーギンと内気で純情な田舎娘タチアナの悲恋を描いたもので、クランコの代表作である。パクは2009年にこの作品を鑑賞し、それからずっと踊りたいと願い続けていた。
2018年2月に、パクはタチアナを踊ることになった。パクはこの配役について「（昇級）試験に合格したときよりもうれしかった」と喜んでいた。彼女をこの役に選んだのはシュトゥットガルト・バレエ団の芸術監督（当時）のリード・アンダーソンだった。アンダーソンは彼女に「君は行動と性格、見えるすべてがタチアナとよく合うので、難しくないだろう」と言ったという。
『オネーギン』は、舞踊技巧だけではなく演劇的な技量も高いレベルで要求される作品として知られる。パクも初リハーサル中にリフトの失敗で肋骨の軟骨部分が折れ、3週間ほど苦労を強いられた。幸いにして、その負傷はほとんど回復したという。そしてリハーサルのときから彼女は「本当に自然で本物のタチアナを見ているようだ」などと称賛された。
レスムジカ誌の記者、カロリーヌ・ドゥウークは、2021年にパクがエトワール任命を果たした当日の舞台について「舞台に登場した最初からセ・ウン・パクは愛くるしいジュリエットだった。テクニックは常に堅固であるとともに、繊細、流麗で軽やかだった。（中略）セ・ウン・パクはジュリエットという人物の感情のニュアンスをよくとらえて、若い娘が愛によって女性として開花し、最後には悲劇のヒロインとして自決するまでを描き出した」と批評した。バレエ評論家ジャックリーヌ・チュイユーは「旋回するアラベスクには広がりがあり、バレエに対するあふれるような情熱は誰の目にも明らかだ。表情はやや硬いが魅力に富み、気品のある繊細なダンサーだ（後略）」と称賛した。
フロランス・クレール（パリ・オペラ座バレエ団元エトワール）は「身体的に驚くべきパフォーマンスを見せるものの、彼女のダンスは優美で繊細です」と評価した。さらにクレールはピルエットの軽やかさをパクのテクニック面での強みとして挙げている。

## 人物と私生活
パクの名前はセ・ウン（Sae Eun）であるが、パリ・オペラ座バレエ団の同僚たちからは「サエ（Sae）」の愛称で親しまれている。レパートリーと評価の節で述べたとおり本人は物静かでおっとりとしたタイプで、「ボーッとした性格」と自己分析している。
同じくアジア系のオニール八菜とはよく気が合う友人同士で、共演の機会も多い。パクはオニールと一緒に『シンデレラ』の意地悪姉妹を踊ってみたいと希望していて「もし実現したら、しっかり者でリードするほうがハナで、ボーッとしている方が私でしょう。実際に彼女より私のほうが、ボーッとしていますから」と述べていた。
パクはエトワール任命後も努力を重ね、1日の練習時間が9時間を超えている。さらに自分のルーツについてプライドを持ち、それが成長するための原動力になった。韓国籍のままだとパリ・オペラ座バレエ団で出演できる公演が制限されているためフランス帰化の誘いもあったというが、一度も考えたことはなかったと明言している。パクは「私の人生の100%はバレエで満たされているといっても過言ではない」と発言し、「一定の位置に上がることが目標ではなく、常に最高の舞台をプレゼントするバレリーナになりたい」と今後の展望について述べている。
2023年1月、パクは女児を出産した。産休明けの復帰舞台は、6月19日初日の『マノン』である。パートナーは、彼女が『ロミオとジュリエット』でエトワールに任命された際にロミオ役を踊ったポール・マルクが予定されている。

## 主な出演

### 映画
- 『パリ・オペラ座バレエ・シネマ「夏の夜の夢」』（2017年）[21]
- 『新章パリ・オペラ座 特別なシーズンの始まり』（2021年）[22]